# تک‌باردهی
در گیاهان تک‌باردهی یا منوکارپی (به انگلیسی: Monocarpic)، یعنی تنها یک بار باردهی یا تولید گل، میوه و بذر انجام می‌شود و سپس می‌میرند. آناناس یکی از گیاهانی است بوته آن تنها یک بار میوه می‌دهد.
این اصطلاح از واژهٔ یونانی (mono به معنی "تک" + karpos به معنی "میوه" یا "دانه") مشتق شده‌است و نخستین بار توسط آلفونس د کاندول استفاده شد. متضاد آن چندبارده polycarpic است، یعنی گیاهی که در طول عمر خود بارها گل می‌دهد و دانه می‌دهد. این گیاهان می‌توانند چندین سال باردهی داشته باشند.
گیاهان تک‌بارده لزوماً یکساله نیستند، زیرا برخی از گیاهان تک‌بارده می‌توانند چندین سال پیش از گلدهی زندگی کنند. در برخی از گیاهان تک‌بارده، گلدهی نشان‌دهنده پیری است، در حالی که در برخی دیگر تولید میوه و دانه سبب تغییرهایی در گیاهان می‌شود که سبب مرگ می‌شود. این تغییرها توسط مواد شیمیایی ایجاد می‌شود که به عنوان هورمون عمل می‌کنند و منابع گیاهان را از ریشه و برگ به تولید میوه‌ها یا دانه‌ها هدایت می‌کنند.
برخی از گیاهان تک‌بارده را می‌توان زنده نگه داشت، اگر گل‌ها هنگام پایان شکوفه‌دهی پیش از آغاز تشکیل بذر حذف شوند، یا اگر جوانه‌های گل پیش از آغاز گلدهی برداشته شوند.